# Froggattisca pulchella
Froggattisca pulchella is een insect uit de familie van de mierenleeuwen (Myrmeleontidae), die tot de orde netvleugeligen (Neuroptera) behoort. 
Froggattisca pulchella is voor het eerst wetenschappelijk beschreven door Esben-Petersen in 1915.